# Yordanis Arencibia
Yordanis Arencibia Verdecia (Amancio, 24 de enero de 1980) es un deportista cubano que compitió en judo.
Participó en tres Juegos Olímpicos de Verano entre los años 2000 y 2008, obteniendo dos medallas, bronce en Atenas 2004 y bronce en Pekín 2008. En los Juegos Panamericanos consiguió tres medallas entre los años 1999 y 2007.

Ganó cuatro medallas en el Campeonato Mundial de Judo entre los años 1999 y 2007, y ocho medallas en el Campeonato Panamericano de Judo entre los años 1998 y 2009.

## Palmarés internacional
| Juegos Olímpicos        | Juegos Olímpicos                | Juegos Olímpicos  | Juegos Olímpicos |
| Año                     | Lugar                           | Medalla           | Categoría        |
| ----------------------- | ------------------------------- | ----------------- | ---------------- |
| 2004                    | Atenas (Grecia)                 | Medalla de bronce | –66 kg           |
| 2008                    | Pekín (China)                   | Medalla de bronce | –66 kg           |
| Campeonato Mundial      |                                 |                   |                  |
| Año                     | Lugar                           | Medalla           | Categoría        |
| 1999                    | Birmingham (Reino Unido)        | Medalla de bronce | –66 kg           |
| 2001                    | Múnich (Alemania)               | Medalla de bronce | –66 kg           |
| 2003                    | Osaka (Japón)                   | Medalla de bronce | –66 kg           |
| 2007                    | Río de Janeiro (Brasil)         | Medalla de plata  | –66 kg           |
| Juegos Panamericanos    |                                 |                   |                  |
| Año                     | Lugar                           | Medalla           | Categoría        |
| 1999                    | Winnipeg (Canadá)               | Medalla de bronce | –66 kg           |
| 2003                    | Santo Domingo (Rep. Dominicana) | Medalla de oro    | –66 kg           |
| 2007                    | Río de Janeiro (Brasil)         | Medalla de bronce | –66 kg           |
| Campeonato Panamericano |                                 |                   |                  |
| Año                     | Lugar                           | Medalla           | Categoría        |
| 1998                    | Santo Domingo (Rep. Dominicana) | Medalla de plata  | –60 kg           |
| 2001                    | Córdoba (Argentina)             | Medalla de plata  | –66 kg           |
| 2002                    | Santo Domingo (Rep. Dominicana) | Medalla de oro    | –66 kg           |
| 2004                    | Isla de Margarita (Venezuela)   | Medalla de plata  | –66 kg           |
| 2006                    | Buenos Aires (Argentina)        | Medalla de oro    | –66 kg           |
| 2007                    | Montreal (Canadá)               | Medalla de oro    | –66 kg           |
| 2008                    | Miami (Estados Unidos)          | Medalla de oro    | –66 kg           |
| 2009                    | Buenos Aires (Argentina)        | Medalla de bronce | –73 kg           |